# Michaela Schmotz
Michaela Schmotz, detta Michi (1991), è un'allenatrice di sci alpino ed ex sciatrice alpina tedesca.

## Biografia
Attiva in gare FIS dal dicembre del 2006, in Coppa Europa la Schmotz ha esordito l'11 febbraio 2010 a Götschen in slalom gigante, senza concludere la gara, ha ottenuto il miglior piazzamento il 15 dicembre dello stesso anno a Sankt Moritz in supercombinata (17ª) e ha preso per l'ultima volta il via il 15 marzo 2012 a Pila in discesa libera (34ª). Si è ritirata al termine di quella stessa stagione 2011-2012 e la sua ultima gara è stata il supergigante dei Campionati tedeschi 2012, il 29 marzo a Garmisch-Partenkirchen, chiuso dalla Schmotz al 12º posto; non ha debuttato in Coppa del Mondo e non ha preso parte a rassegne olimpiche o iridate. Dopo il ritiro è divenuta allenatrice nei quadri della Federazione sciistica della Germania.

## Palmarès

### Coppa Europa
- Miglior piazzamento in classifica generale: 106ª nel 2011

### Campionati tedeschi
- 1 medaglia:
  - 1 bronzo (slalom gigante nel 2012)